# Ruf an das Gewissen
Ruf an das Gewissen ist ein 1944 gedrehter Kriminalfilm unter der Regie von Karl Anton, der am 11. Oktober 1949 seine Uraufführung in Österreich erlebte. In Ostberlin kam er am 3. Februar 1950 und in Berlin (West) bzw. der Bundesrepublik Deutschland am 14. Mai 1951 in die Kinos. Der Film zählt zu den Überläufern und unterlag der Prüfung durch die sowjetische Militärzensur.
In Österreich lief er auch unter dem Titel Ruf des Gewissens. In der Deutschen Demokratischen Republik und teils auch in der Bundesrepublik Deutschland firmierte er auch unter dem Titel Strafakte André.

## Handlung
Vor zehn Jahren wurde der „Fall Andree“ scheinbar gelöst. Nun soll Kriminalrat Husfeld ihn erneut aufrollen, haben sich doch Zweifel an der Schuld der damals verurteilten Helga Andree ergeben. Sie soll ihre damalige Konkurrentin, die Sängerin Elinor Gyldenborg, vom Dachgarten in die Tiefe gestoßen und getötet haben. Husfeld holt sich Rat bei seinen Freund, dem Schriftsteller Volkmar Hollberg. Der macht aus dem Fall ein Hörspiel, das unter dem Titel Der Sprung vom Dachgarten im Radio gesendet wird. Die Sendung weckt bei den damals Anwesenden Erinnerungen an die Tatnacht. Helga Andree war, wie zahlreiche weitere Gäste, im Haus von Gregor Karpinski, als die Sängerin Elinor Gyldenborg vom Dachgarten in die Tiefe stürzte. Helga und Elinor waren damals beide in den Arzt Dr. Karpinski verliebt. Dr. Karpinski wiederum wurde als Täter ausgeschlossen, da er zum Todeszeitpunkt der Sängerin am Flügel gesessen und die Mondscheinsonate gespielt hatte. Auch Volkmar Hollberg kam als Täter nicht in Frage, da er seinerzeit seine starken Kopfschmerzen mit Alkohol betäubt hatte und darüber auf der Couch im Sprechzimmer des Arztes eingeschlafen war. Die anderen Gäste Karpinskis gaben sich gegenseitig ein Alibi, da sie zusammen im Salon pokerten. 
Nach der Ausstrahlung des Hörspiels gehen neben Protesten einiger Beteiligter von damals auch einige interessante Hinweise ein. Ganz neue Erkenntnisse ergeben sich für Husfeld aus der Tatsache, dass Dr. Karpinski kaum Klavier spielen kann, geschweige denn die Mondscheinsonate. Er besitzt ein selbstspielendes Klavier. In die Enge getrieben, beschuldigt Karpinski überraschend den damals kranken Hollberg, die Sängerin vom Dach gestoßen zu haben. Aufgrund der starken Schmerzmittel habe Hollberg nicht gewusst, was er tat. Verunsichert und von Karpinskis Aussage selbst überzeugt, gesteht Hollberg die Tat.
Das Blatt wendet sich jedoch überraschend: Dr. Karpinski gesteht kurz darauf den Mord und bringt sich anschließend mit Schlangengift um. Er hatte das selbstspielende Klavier angestellt und Elinor Gyldenborg – von den Gästen unbemerkt – in die Tiefe gestoßen. Die Sängerin, die an unheilbarem Kehlkopfkrebs litt, hatte eine hohe Lebensversicherung auf ihn abgeschlossen. Nun endlich kann Helga Andree aufatmen, die von jeder Schuld am Tod Elinors freigesprochen wird. Für ihre Familie gibt es zudem ein besonders glückliches Ende: Hollberg und Helgas Tochter Ingrid werden ein Paar.

## Hintergrund
Produziert wurde der Streifen von Tobis Filmkunst. Bei Kriegsende befand er sich in der Musiksynchronisation. Die Fertigstellung erfolgte durch die DEFA. Daher gehört der Film zu den sogenannten Überläufern.
Die Dreharbeiten fanden in den Monaten August/September 1944 in der Umgebung von Prag und im Prager Raditz-Atelier statt.
Das Drehbuch schrieb Jacob Geis nach einem Manuskript von Vring Wiemer und Herbert Engelsing. Außer der Mondscheinsonate sind im Film noch Kompositionen von Frédéric Chopin (Ach es ist so dunkel in des Todes Kammer, Ich möchte meine Zeit an Dich verschwenden, Regentropfen Prélude Nr. 15 in Des-Dur) und Georg Friedrich Händel (Largo aus der Oper Xerxes) zu hören.
Für den langjährigen Filmarchitekten Gustav A. Knauer, der hier zusammen mit Fritz Lück die Bauten entwarf, war dies der letzte Film. Er ging bei Kriegsende in den Ruhestand.

## Kritiken
„Ein Mordfall wird durch die Mitwirkung des Rundfunks aufgeklärt. Trotz namhafter Darsteller ein dürftiger Kriminalfilm mit oberflächlicher Motivation und geringer Spannung. (Westdeutscher Titel: Strafakte André")" .“